# SIMC
SIMC (пол. System identyfikatorów i nazw miejscowości — система ідентифікаторів і назв населених пунктів) — ідентифікаційна система, що є складовою частиною державного реєстру територіального поділу Польщі TERYT (Krajowy Rejestr Urzędowy Podziału Terytorialnego Kraju).
SIMC був введений розпорядженням Ради міністрів від 15 грудня 1998.
SIMC є реєстром назв населених пунктів та їх компонентів, в тому числі містить таку інформацію:
- Офіційна назва населеного пункту;
- Ідентифікатор населеного пункту;
- Тип населеного пункту;
- Належність населеного пункту до гмін, повітів і воєводств.

Система ідентифікації і найменувань населених пунктів постійно оновлюється при зміні офіційної назви населеного пункту і при зміні кордонів територіально-адміністративних одиниць (гміна, повіт, воєводство).